# Шандунски планини
Шандунските планини са планини в Източен Китай, в провинция Шандун и частично на полуостров Шандун. Простират се с прекъсвания от югозапад на североизток на протежение повече от 500 km. Състои се от няколко изолирани масиви: Тайшан (1533 m), Лушан (1080 m), Миншан (1150 m) и др. Изградени са от архайски кристалинни шисти и гранити, а също и долнопалеозойски седиментни скали. Силно са разчленени от дълбоки тектонски долини и с открояващи се стъпаловидни откоси. Има участъци от дъбови гори и храсти. Разработват се находища на каменни въглища.